# Minni Minnawi

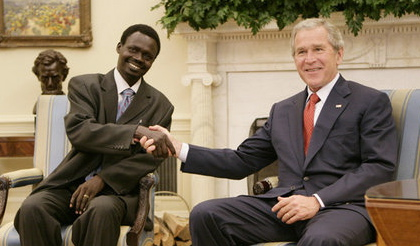
Minnawi foi recompensado por assinar o acordo de paz com uma reunião com o presidente dos Estados Unidos George W. Bush em julho de 2006

Suliman Arcua Minnawi (em árabe: سليمان أركو مناوي), conhecido como Minni Minnawi (مني مناوي, nascido em 12 de dezembro de 1968 em Furawiyya, norte de Darfur), é um político sudanês que foi o líder da maior facção do Exército/Movimento de Libertação do Sudão. Ex-educador, Minnawi foi secretário do líder do Exército de Libertação do Sudão, Abdul Wahid Nur, antes da cisão da organização em 2004. Minnawi assinou um tratado, conhecido como Acordo de Paz de Darfur, com o governo de Cartum em maio de 2006. No entanto, em julho de 2006, combates eclodiram em torno da cidade de Korma, no norte de Darfur, resultando na morte de pelo menos oitenta pessoas. No mesmo ano, Minnawi foi nomeado o mais alto funcionário sudanês na região de Darfur, como presidente da Autoridade Regional de Transição de Darfur, e era tecnicamente o quarto membro mais graduado da Presidência, como Assistente Sênior do Presidente da República.
Em 14 de setembro de 2006, desafiando o governo de Cartum, Minnawi apoiou a nova força de manutenção da paz da ONU detalhada na Resolução 1706 do Conselho de Segurança das Nações Unidas, que foi projetada para proteger o povo sudanês. Minnawi se opôs à agenda genocida do governo sudanês, que foi exercida por Omar al-Bashir  contra os Zaghawa e outros cidadãos africanos negros, pelos quais Bashir foi posteriormente indiciado pelo Tribunal Penal Internacional (TPI).
Em dezembro de 2010, após repetidas denúncias de não cumprimento dos acordos de paz pelo Partido do Congresso Nacional, o Movimento de Libertação do Sudão retirou-se do Acordo de Paz de Darfur. Minnawi renunciou ao cargo de Assistente Sênior do Presidente do Sudão e como Presidente da Autoridade Regional Transitória de Darfur, para fundir sua facção, Exército/Movimento de Libertação do Sudão, com as outras forças em Darfur, incluindo o Exército de Libertação do Sudão (al-Nur) de Abdul Wahid al Nur, em resistência aos ataques das Forças Armadas Sudanesas e suas milícias contra cidadãos em áreas controladas por rebeldes. Em 2011, o Movimento de Libertação do Sudão/Minnawi juntou-se à Frente Revolucionária do Sudão em oposição ao Governo de Cartum.
Em maio de 2021, Minni Minnawi foi nomeado governador do Governo Regional de Darfur, sendo empossado em 10 de agosto.